# 日本オリエンテーリング協会
公益社団法人日本オリエンテーリング協会（にほんオリエンテーリングきょうかい、英: Japan Orienteering Association）は、日本におけるオリエンテーリング競技を統括し、全国大会の開催、障害者への普及を通じて、オリエンテーリング競技等を促進するために活動する公益法人、国内競技連盟。国際オリエンテーリング連盟、日本スポーツ協会、日本アンチ・ドーピング機構、 日本ワールドゲームズ協会、日本オリンピック委員会(JOC)、野外活動団体協議会、大学スポーツ協会に加盟している。

## 沿革
- 1966年6月22日 - 日本初のオリエンテーリング大会が「徒歩ラリー」として高尾山にて開催
- 1968年 - 日本オリエンテーリング協会設立準備委員会を設置
- 1969年6月 - 国際オリエンテーリング連盟(IOF)に加盟
- 1969年9月 - 社団法人国民健康つくり運動協会（のちの健康・体力づくり事業財団)内に日本オリエンテーリング委員会(JOLC)を設置
- 1975年2月16日 - 第1回全日本オリエンテーリング大会を埼玉県で開催
- 1990年2月 - 事務局を港区芝5丁目に開設、日本オリエンテーリング委員会事務を（財）健康・体力つくり事業財団より委譲
- 1990年7月 - 日本オリエンテーリング協会(JOA)を設立
- 1991年4月26日 - 社団法人として認可
- 1994年6月21日 - 日本体育協会（現在の日本スポーツ協会）加盟
- 1996年11月 - 事務局を東京都港区芝3丁目に移転
- 2002年3月 - 事務局を東京都渋谷区神南・岸記念体育会館内に移転。森永乳業からの支援を打ち切られ、港区の事務所から撤退せざるを得なかった際に当時の会長である小野清子より紹介を受けたもの[1]。
- 2005年8月 - アジアでは初めての開催となる世界オリエンテーリング選手権（WOC2005）を愛知県にて実施
- 2009年3月 - アジアでは初めての開催となる世界スキーオリエンテーリング選手権を北海道にて実施
- 2012年6月4日 - 公益社団法人化（内閣総理大臣認定）
- 2013年6月27日 - 日本オリンピック委員会(JOC)に加盟（新設された承認団体区分）
- 2019年3月1日 - 大学スポーツ協会(UNIVAS)が発足と同時に加盟
- 2019年6月6日 - 事務局を東京都新宿区霞ヶ丘町・JAPAN SPORT OLYMPIC SQUARE内に移転[2]

## 委員会
各専門分野に対し、以下のような実行委員会を設置し活動している。
| - 競技委員会 - 普及教育委員会 - 地図委員会 | - スキーＯ委員会 - トレイルＯ委員会 - MTBO委員会 | - 強化委員会 - アンチドーピング委員会 - 総務委員会 |

## 歴代会長
| 代 | 在任期間                                                           | 氏名       | 備考                                                                       |
| -- | ------------------------------------------------------------------ | ---------- | -------------------------------------------------------------------------- |
| 1  | 1990年7月 -2001年5月                                               | 大野晃     | 森永乳業代表取締役会長                                                     |
| 2  | 2001年5月 - 2005年6月                                              | 小野清子   | 東京五輪メダリスト、参議院議員、国家公安委員長など                         |
| 3  | 2005年6月 - 2011年5月                                              | 長谷川純三 | 筑波大学名誉教授など                                                       |
| 4  | 2011年5月 - 2021年6月                                              | 山西哲郎   | 立正大学教授、日本体育学会会長など                                         |
| 5  | 2021年6月 - 2023年9月（※内閣府副大臣就任に伴い辞任、以後会長不在） | 堀井学     | 衆議院議員、元スピードスケート選手（リレハンメル五輪500m銅メダリスト）など |
| 6  | 2025年6月 -                                                        | 野田聖子   | 衆議院議員                                                                 |

## 大会
- 全日本トレイル・オリエンテーリング選手権大会
- 全日本オリエンテーリング大会
- 全日本リレーオリエンテーリング選手権大会
- 全日本スプリントオリエンテーリング大会
- 全日本ミドルオリエンテーリング大会
- 全日本トレイル・オリエンテーリング選手権大会

## 関連団体
- 日本学生オリエンテーリング連盟